# Cerro Chutinza
Cerro Chutinza är ett berg i Bolivia, på gränsen till Chile. Det ligger i den sydvästra delen av landet, 400 km sydväst om huvudstaden Sucre. Toppen på Cerro Chutinza är 4 674 meter över havet, eller 92 meter över den omgivande terrängen. Bredden vid basen är 1,8 km.
Terrängen runt Cerro Chutinza är kuperad åt nordväst, men åt sydost är den bergig. Trakten runt Cerro Chutinza är nära nog obefolkad, med mindre än två invånare per kvadratkilometer..
Omgivningarna runt Cerro Chutinza är i huvudsak ett öppet busklandskap.